# Karin Luts
Karin Luts, née le 29 avril 1904 et morte le 14 mai 1993, est une peintre et graveuse estonienne, considérée comme une artiste majeure du pays.

## Biographie

### Jeunesse et formation
Karin Luts naît à Riidaja dans le comté de Valga. Elle est la fille d'Andres et Juuli Mari Luts (née Gentalen). Elle étudie à la Pärnu Estonian School Society Progymnasium dont elle sort diplômée en 1922. Elle se forme auprès de l'artiste Konstantin Süvalo. Elle suit ensuite les cours de l'Art College de Pallas à Tartu et apprendre aux côtés de Konrad Mägi. À la mort de l'artiste, elle continue auprès Ado Vabbe. Karin Luts apprend la gravure et la lithographie auprès de Magnus Zeller et elle obtient son diplôme en 1928. Cette année-là, elle passe quelques mois à l'Académie de la Grande Chaumière, à Paris, avec André Lhote avant son retour définitif à Tallinn. 

### Carrière artistique
Karin Luts travaille d'abord comme costumière et illustratrice. L'une de ses œuvres sont des illustrations du livre pour enfants d'Eduard Visnapuu Loomade talu, publié en 1933. Elle commence à réaliser des dessins textiles en 1935. Le ministère de l'Économie lui commande le dessin d'une tapisserie à afficher dans le pavillon de l'Estonie de l'Exposition Universelle de Paris en 1937. L'œuvre remporte une médaille d'or. 
En 1939, Karin Luts parcourt Rome avec le Tallinn Women's Club[réf. nécessaire] où elle en profite pour travailler dans l'atelier de l'artiste Comtesse Mola[Qui ?]. Elle prévoit de retourner à Rome mais le déclenchement de la Seconde Guerre mondiale l'en empêche. Elle travaille alors en tant que professeure pour le Konrad Mägi College of Art en 1940. Elle est la première femme à occuper ce poste.
En 1944, Karin Luts fuit l'occupation soviétique et déménage en Suède. Là-bas, elle étudie le graphisme de 1960 à 1968 à Stockholm. Elle commence à gagner une reconnaissance internationale grâce à ses peintures, bien qu'elle soit morte relativement peu connue.

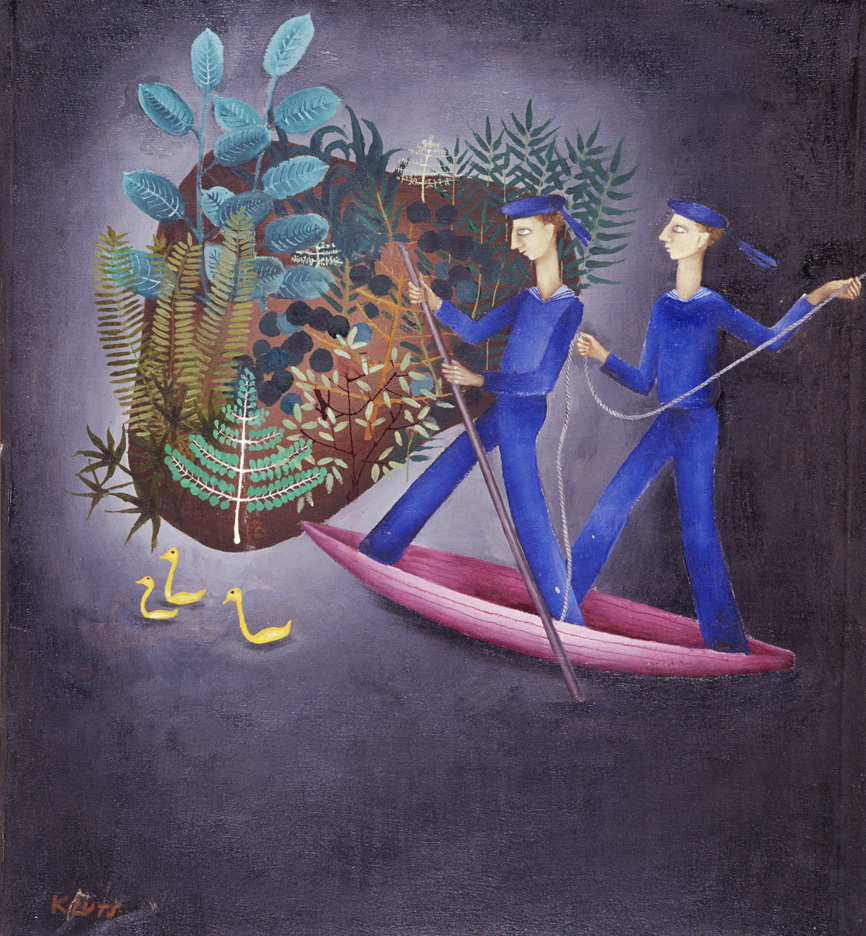
"Kompositsioon. Õnnesaar", 1927
"Aednik", 1928
"Süüta laste tapmine", 1928
"Leerilapsed", 1936
"Kaluritüdruk rannal", 1943

### Dernières années
Elle meurt à Stockholm en 1993. Elle lègue ses œuvres au musée d'art de Tartu et ses écrits au musée littéraire estonien. 

### Vie privée
Karin Luts est mariée au linguiste Peter Arumaa. Sa sœur est l'actrice Meta Luts et son cousin est l'artiste Julius Gentalen. 

## Expositions
En 2004, le Musée d'Art de Tartu rend hommage à Karin Luts en lui consacrant une grande rétrospective.